# Sonar (album)

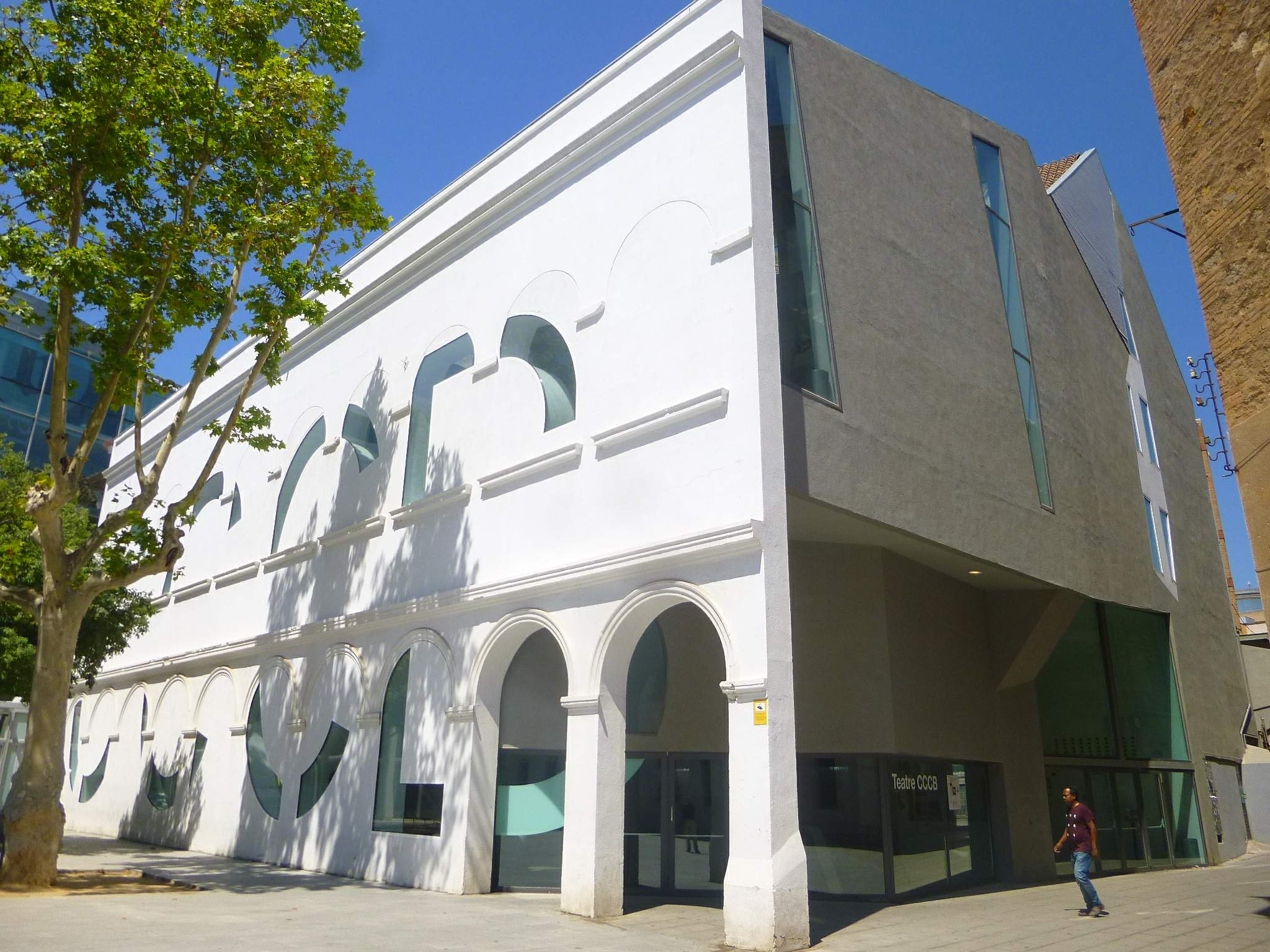
CCCB in 2016)

Sonar is een livealbum van Michel Huygen.
Huygen gaf op 17 juni 1995 het slotconcert van het festival Sónar (Festival of Advanced music). Plaats van handeling was het CCCB (Centre de Cultura Contemporania de Barcelona). Er is op het album geen publiek te horen, behalve tussen de delen. Huygen deelde mee, dat het een directe registratie was, zonder verdere aanvullende opnamen. De hoes van het album is ontworpen door Huygen zelf, echter er zijn ook foto's te zien van Tomás C. Gilsanz, die de beelden verzorgde bij het concert.
Huygen stelde uit zijn totale oeuvre een drietal suites samen, waarbij de nadruk lag op muziek van zijn album Astralia. 

## Musici
Michel Huygen speelt alle instrumenten.

## Tracks
| Nr. | Titel          | Duur  |
| --- | -------------- | ----- |
| 1.  | Sónar (deel 1) | 21:18 |
| 2.  | Sónar (deel 2) | 15:35 |
| 3.  | Sónar (deel 3) | 16:23 |